# Tamiang (Gunung Kaler)
Tamiang is een bestuurslaag in het regentschap Tangerang van de provincie Banten, Indonesië. Tamiang telt 7514 inwoners (volkstelling 2010).